# Инкучимахи
Инкучимахи (дарг. Инкъучимахьи) — село в Левашинском районе Дагестана. Входит в состав сельского поселения Сельсовет Цудахарский.

## География
Расположено в 15 км к юго-западу от районного центра села Леваши, на реке Казикумухское Койсу.

## Население
| 1895 | 1926 | 1939 | 1970 | 1989 | 2002 | 2010 |
| ---- | ---- | ---- | ---- | ---- | ---- | ---- |
| 65   | ↗86  | ↗110 | ↗181 | ↗284 | ↗449 | ↗537 |
| 2021 |      |      |      |      |      |      |
| ↘411 |      |      |      |      |      |      |